# Scaphyglottis conferta
Scaphyglottis conferta là một loài lan đặc hữu ở Peru.